# Jag fick feeling
Jag fick feeling är artisten Anna Järvinens första fullängdsalbum.
Albumet släpptes i Sverige den 3 oktober 2007 på skivbolaget Häpna och producerades av Mattias Glavå. 

Inspelningarna av skivan tog plats i Kungstens industriområde i Göteborg med bland annat Gustav Ejstes, Reine Fiske, Stefan Sporsén och Björn Olsson som medverkande musiker. Albumet nominerades till fyra grammisar och hyllades i pressen, Sonic Magazine kallade albumet för ”den mest personliga och förlösande svenskspråkiga debuten sedan Känn ingen sorg för mig Göteborg”. Skivan rankades av samma tidning i juni 2013 som det 46:e bästa svenska albumet någonsin.
Albumet föregicks av singeln "Götgatan". En video till låten "Kom hem" regisserades av Fredrik Wenzel.

## Låtlista
1. "Götgatan" - 3:55
2. "PS, Tjörn" - 3:34
3. "Koltrast" - 3:36
4. "Kan du gå" - 2:53
5. "Nedgångslåten" - 4:12
6. "Leena" - 2:51
7. "Svensktalande bättre folk" - 3:22
8. "Helsinki" - 4:32
9. "Vårmelodi" - 3:03
10. "Kom hem" - 5:01

## Recensioner
- ”Känslorna spricker och exploderar”. Aftonbladet. http://www.aftonbladet.se/nojesliv/musik/recensioner/article918669.ab.
- ”Rotlös ärlighet”. Göteborgs-Posten. Arkiverad från originalet den 30 november 2007. https://web.archive.org/web/20071130063952/http://www.gp.se/gp/jsp/Crosslink.jsp?d=208. Läst 3 oktober 2007.
- ”Ömhudade sånger i skarven mellan indie och schlager”. Dagens Nyheter. http://www.dn.se/DNet/jsp/polopoly.jsp?d=2198&a=700021.
- ”Själfull pop på grönbete”. Svenska Dagbladet. Arkiverad från originalet den 10 oktober 2007. https://web.archive.org/web/20071010001830/http://www.svd.se/dynamiskt/rec_skivor/did_17207907.asp. Läst 3 oktober 2007.
- ”Höstfärgad framåtrörelse i det skira”. Sydsvenska Dagbladet. Arkiverad från originalet den 16 oktober 2007. https://web.archive.org/web/20071016073852/http://sydsvenskan.se/nojen/skivrecensioner/article270144.ece. Läst 3 oktober 2007.